# Cezar Buda
Cezar Buda (n. 19 martie 1908, Sascut, județul Bacău -  d. 27 decembrie 1993, Iași) a fost un senator român în legislatura 1990-1992 ales în județul Iași pe listele partidului PNL.

## Activitatea politică
Senator PNL de Iași în urma alegerilor din 20 mai 1990. În cadrul activității sale parlamentare, senatorul Cezar Buda a fost membru în grupurile parlamentare de prietenie cu Statul Israel, Republica Portugheză, Republica Italiană, Republica Chile și Republica Franceză-Senat.
Decedat la 27 decembrie 1993, Cezar Buda a fost înmormîntat la cimitirul „Eternitatea” din Iași.

## Studii
A urmat cursuri universitare în Franța, la Institutul de Electrotehnică din Nancy și la Institutul de Electronică și Mecanică Aplicată al Universității din Toulouse, absolvite în 1935. A susținut lucrarea de diplomă în inginerie cu tema Celule fotoelectrice și aplicațiile lor în cinematograful sonor și la televiziune, la studiourile „Paramount” din Joinville, Franța.

## Funcții deținute
A fost inginer la Regia Industriei Miniere București (1937-1939), inginer-șef la Uzinele Comunale din Bacău (1939-1940), inginer-șef și director la Fabrica de zahăr Ripiceni -Botoșani (1940-1944). A ocupat funcții didactice în învățământul superior, fiind conferențiar la Facultatea de Mecanică  a Institutului Politehnic din Iași (aprilie 1949), profesor șef de Catedră (1951-1974).

## Activitate științifică
A publicat studii științifice în domeniile automatică și cibernetică, precum și în istoria și filosofia științei. A elaborat și publicat șapte manuale universitare dintre care: Mașini, instalații și rețele hidropneumatice (1959), Curs de elemente de reglaj și automatizare (1963), Elemente de reglaj și automatizare (1975).  A publicat în diferite reviste de specialitate peste 70 lucrări științifice. A elaborat și publicat monografia Viața și opera lui Ștefan Procopiu (1993).